# Дориан Бабунски
Дориан Бабунски Христовски (на македонска литературна норма: Дориан Бабунски Христовски) е северномакедонски футболист, който играе на поста централен нападател. Състезател на Дебрецен.

## Кариера
Роден в Скопие, Северна Македония, Дориан се присъединява към младежката структура на Реал Мадрид през 2011, след като е бил футболист на Граменет и Корнея. На 1 октомври 2015 г. подписва като свободен агент с отбора на Фуенлабрада, но е освободен през юли 2016. Два месеца по-късно, той подписва тригодишен договор с Олимпия (Любляна).
През февруари 2017, е изпратен под наем в отбора на Радомле.
На 31 януари 2021 г. е обявен за ново попълнение на Ботев (Враца). Дориан прави своя официален дебют на 13 февруари при домакинската загуба с 1 – 2 от Берое.

## Национална кариера
Дориан записва дебюта си за националния отбор на Северна Македония до 21 г. на 10 септември 2013, при загубата с 2 – 1 срещу Норвегия до 21 г.

## Семейство
Бащата на Бабунски, Бобан, също е бил футболист, който е играл в няколко страни, включително в Испания. Братът на Дориан, Давид, също е футболист.